# كيفن بوند
كيفن بوند (بالإنجليزية: Kevin Bond)‏ (22 يونيو 1957 في المملكة المتحدة - ) هو مدرب كرة قدم ولاعب كرة قدم بريطاني في مركز الدفاع. شارك مع منتخب إنجلترا لكرة القدم الرديف. أما مع النوادي، فقد لعب مع مانشستر سيتي ونادي إكزتر سيتي ونادي بورنموث ونادي ساوثهامبتون ونورويتش سيتي ونادي دوفر أتليتيك وSittingbourne F.C. ‏ وسياتل ساوندرز.

## وصلات خارجية
- كيفن بوند على موقع قاعدة بيانات كرة القدم.إي يو (الإنجليزية)
- كيفن بوند على موقع Soccerbase.com (مدرب) (الإنجليزية)